# Defensa Civil Duitama
Defensa Civil Duitama, denominada legalmente Junta Defensa Civil Duitama (JDCD), es un organismo que forma parte de la Defensa Civil Colombiana, Seccional Boyacá. Es una institución sin ánimo de lucro dedicada a la gestión del riesgo, la acción social y la protección del medio ambiente en la ciudad de Duitama, Boyacá.

## Historia
La Junta Defensa Civil Duitama fue fundada en marzo de 1974 por Ricardo Albarracín, quien fue el director de ese entonces.
La personería jurídica se obtuvo el 14 de marzo de 1976; la junta estaba trabajando por comités que patrullaban en distintas partes de Duitama.
En los años 80 desapareció la Defensa Civil Duitama porque su personal no alcanzaba a cubrir  las necesidades de la comunidad. En 1994 se reinicia la Junta Defensa Civil con 20 personas y en 1996 se gradúan como voluntarios.
Realizando un curso básico, se activa de nuevo la Junta Defensa Civil Duitama en cabeza del presidente Franklin Rico Pizza, a quien cuatro meses después y hasta el año 2004 lo sustituyó Mauricio Puerto.
Los recursos iniciales solo cubrían los implementos de los voluntarios y el trabajo se enfocaba en la atención de incendios, en apoyo del grupo de bomberos y en accidentes de tránsito. Con el tiempo adquirieron más funciones para con la comunidad, como la atención de emergencias médicas, ya de manera independiente
Durante la última asamblea general extraordinaria, se conformó así para el periodo 2020 -2023:
Presidente: César Andrés Vargas.

Vicepresidente: Harold Briceño Casas.

Coordinador Operativo: Julián Nocua Alarcón .

Tesorería: Yadi Baéz.

Secretario: Daniel Cogua.

Jefe de capacitación y Entrenamiento: Ricardo Andrés Echevería.

Jefe de Talento humano: Madelein Ortiz.

Jefe de Comunicaciones y Relaciones Públicas: Néstor Fernández.

Asesor JDC: Mauricio Puerto. 

Aparte de la Junta en sí, también existen los siguientes cargos:
Fiscal: Jennifer Fernández />
Jefe de disciplina: Dylan Julián Araque

## Operatividad
Respecto al fortalecimiento operativo, existen varios factores a destacar:

Estrella de la vida: símbolo de la Atención Pre-Hospitalaria.

### Atención de emergencias
Ofrecen el servicio de atención prehospitalaria, con el apoyo de su unidad de rescate y de personal operativo, asimismo, garantizan de manera oportuna y eficaz este servicio. 
Como entidad de socorro, atienden múltiples casos que se pueden generalizar:
- Incendios, inundaciones, explosiones y conexos.
- Emergencias médicas: accidentados, enfermedades súbitas, heridos, entre otros más.
- Heridos por violencia.
- Operaciones especiales: rescates, operaciones especiales, control de abejas, homicidios.
- Atención de accidentes de tránsito.
- Falsas alarmas.

Entre otros más, que garantizan la atención de diferentes novedades que se presentan en la ciudad de Duitama y sus alrededores.

### Acción social
El servicio social también es una de las labores más frecuentes de la entidad, se trabaja cerca de la comunidad y asesorías profesionales para un óptimo servicio.

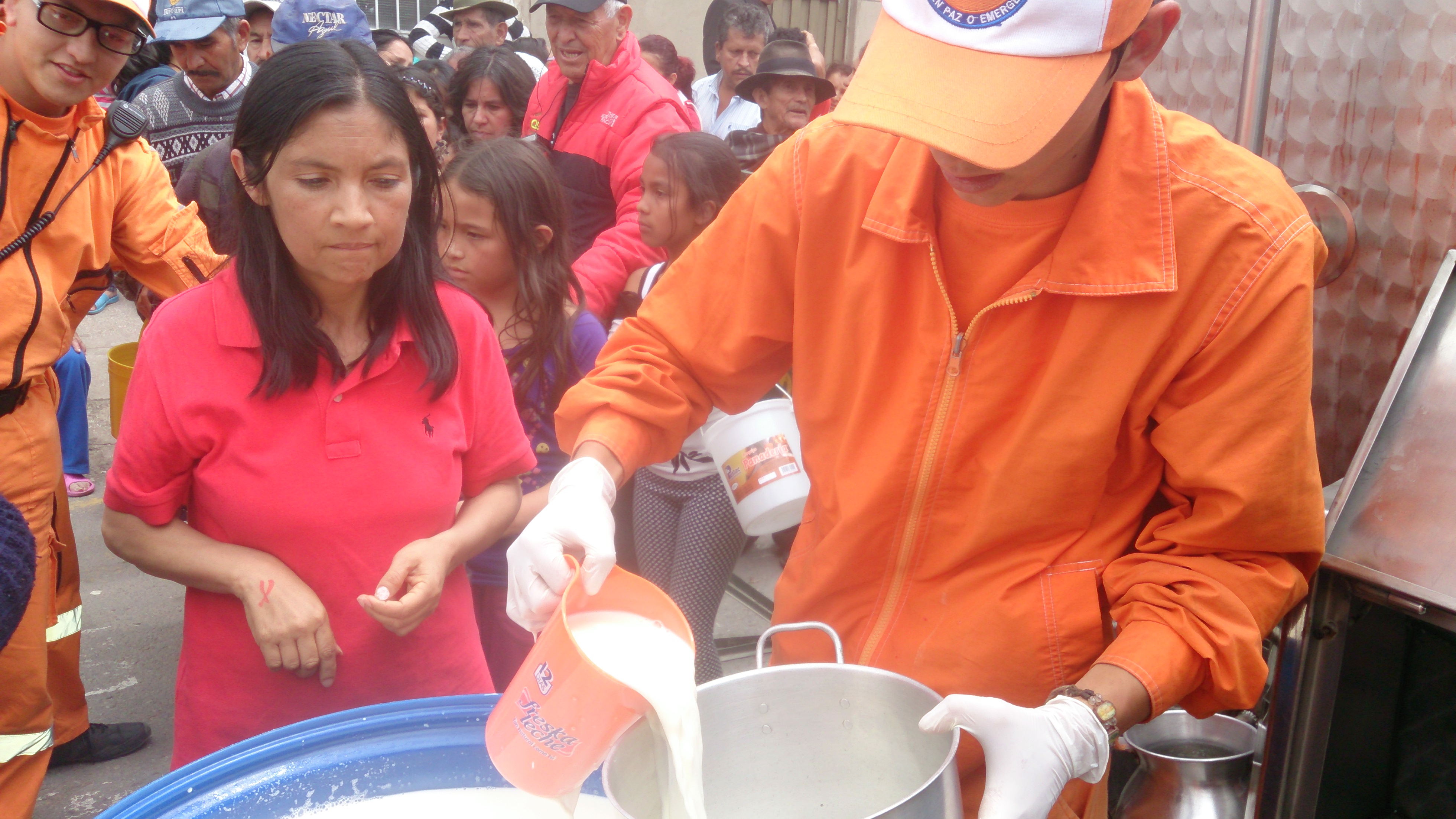
se realizó en temporada de Paro nacional, la gestión con empresas de leche para que se regalara varios litros de leche a la comunidad.

Entre ellos, se destaca una de las actividades más importantes y tal vez la más antigua, que es el desayuno navideño. inicia el 24 de diciembre (Día de la Navidad), a las 4:30 de la mañana se ponen cita los mismos líderes voluntarios para preparar el desayuno a los más necesitados. Al terminar la labor de preparación, se dividen por todo el municipio de Duitama y buscan personas habitantes de la calle, de bajos recursos, en estado de desnutrición etc.
Además, se trabaja en múltiples actividades como:
- Apoyo a la comunidad con el ICBF: Gracias a funcionarios pertenecientes del Instituto Colombiano de Bienestar Familiar, se les brinda apoyo en diferentes actividades con la niñez en zonas de mayor atención, donde se presenta violencia intrafamiliar, pobreza y demás factores que requieren de un apoyo humano y social.

- Actividades con niños con Discapacidad: A través de fundaciones enfocadas en dichos temas, se realizan actividades de estimulación como actividades lúdico-recreativas, fisioterapia en piscina y con caballos equinoterapia.

- Colaboración con entidades privadas y públicas: Se trabajan diferentes actividades que fortalezcan un ambiente social, donde la mayoría de veces son patrocinadas por la Alcaldía de Duitama.

Finalmente, la JDCD cuenta con la disposición de realizar proyectos de gran alcance para el fortalecimiento de la Acción social como tal.

### Protección del medio ambiente

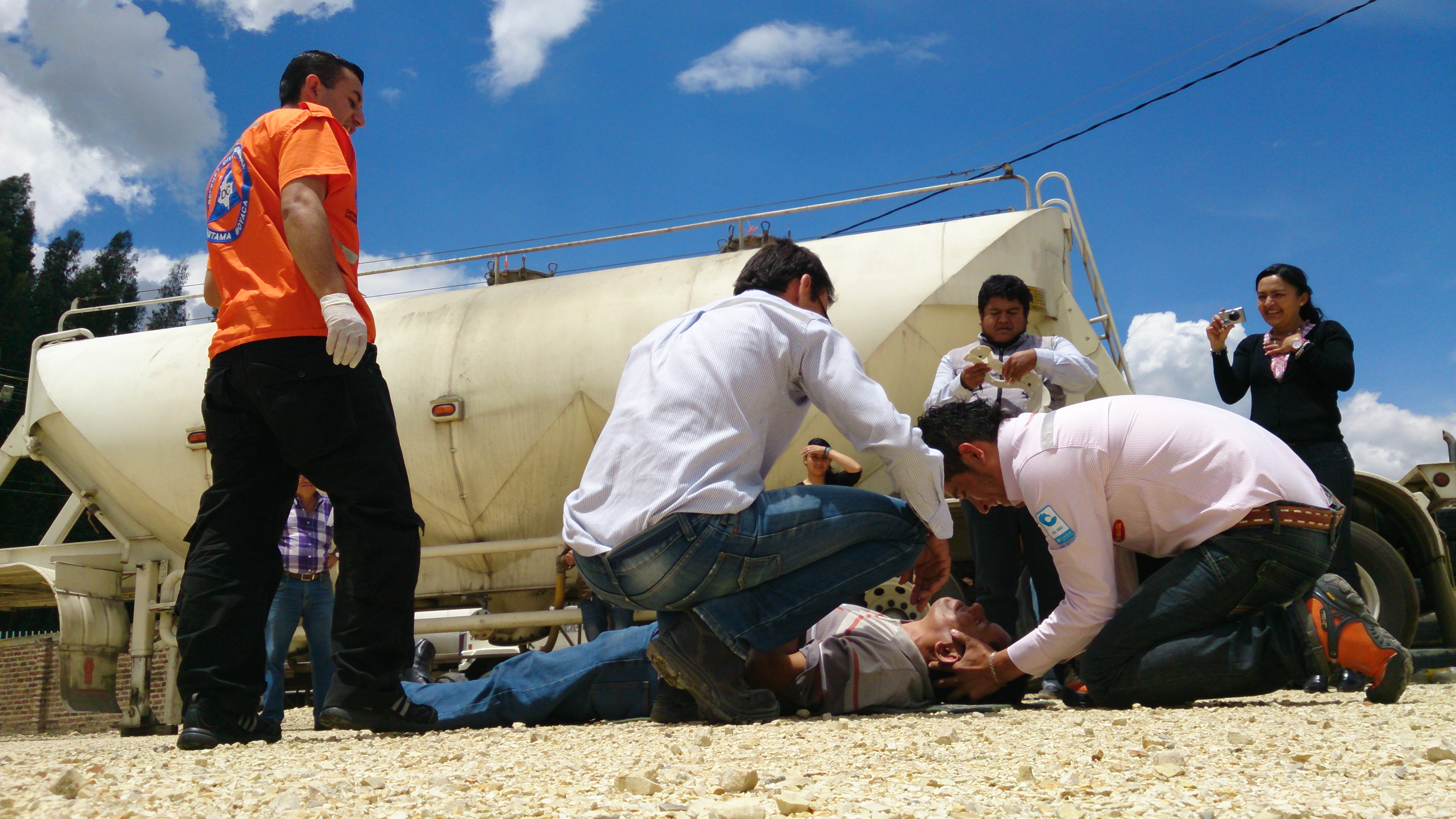
Realizando capacitación en primeros auxilios en las afueras de Duitama con una empresa transportadora.

Siendo una problemática a nivel mundial, se debe tener conciencia en cuanto a la protección del medio ambiente, ya que el ser humano como tal no lo sabe valorar. Para ello se brinda la cultura del reciclaje, reforestaciones...

### Servicios de afluencia masiva de personas
Uno de ellos, de los que más se destaca, es en las Ferias y Fiestas Perla de Boyacá, donde asisten los habitantes de Duitama y demás turistas, y se realizan eventos de gran afluencia de personas, que requieren de un protocolo para la atención y prevención, del riesgo donde es apoyado por la Defensa Civil Duitama.

### Capacitación externa
Como parte de la prevención, se realizan capacitaciones, inspecciones, alistamientos, plan de retorno, jornadas cívicas, planes escolares y todo tipo de actividades que ayuden a prevenir o mitigar el riesgo en el municipio de Duitama. Además, el apoyo o asesoría en gestión del riesgo a entidades públicas y privadas.

## Apoyo

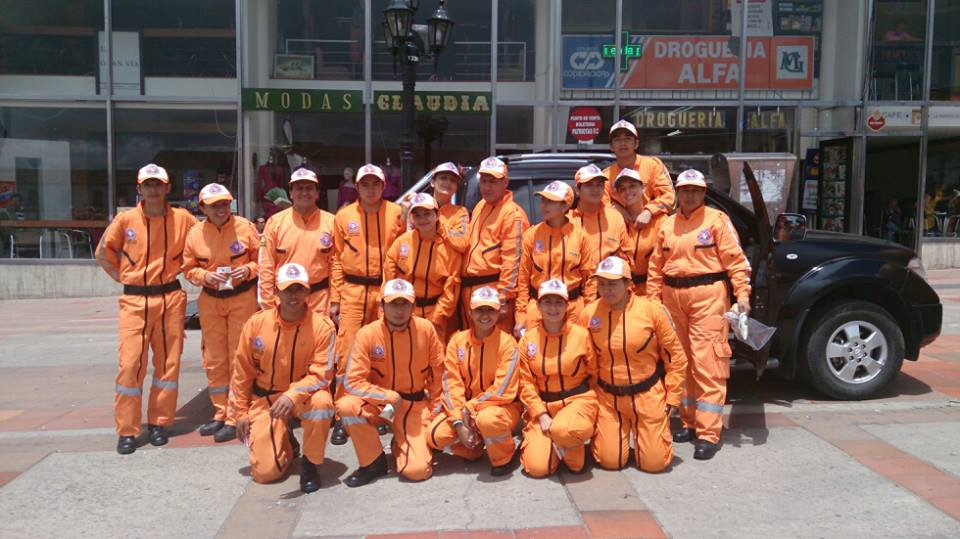
parte de nuestro talento humano en su mejor faceta.

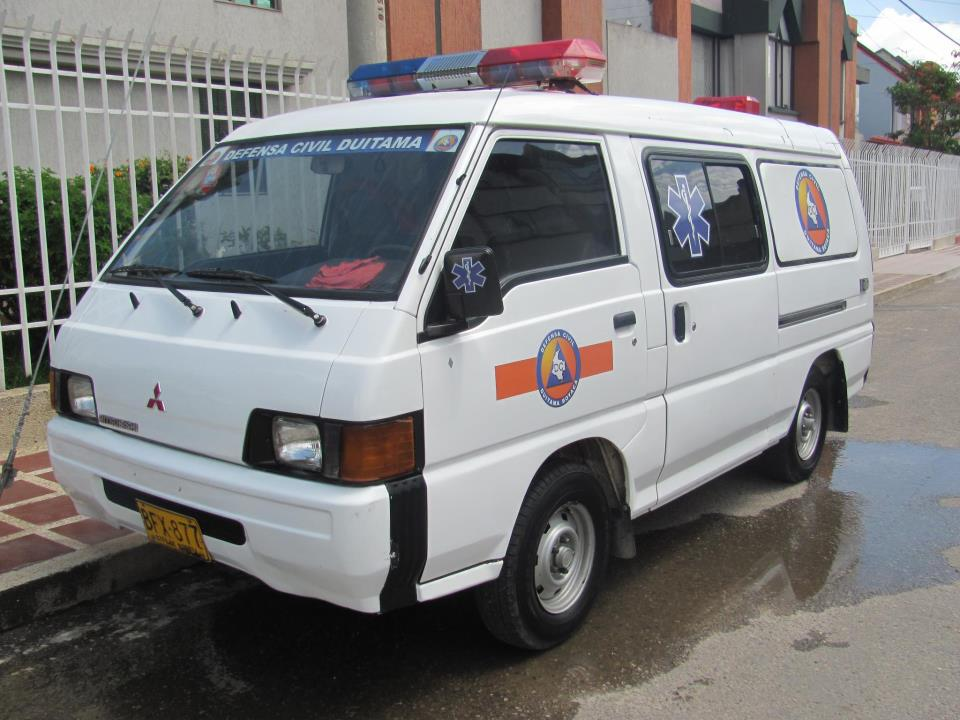
La unidad de rescate Mitsubishi en su primera etapa.

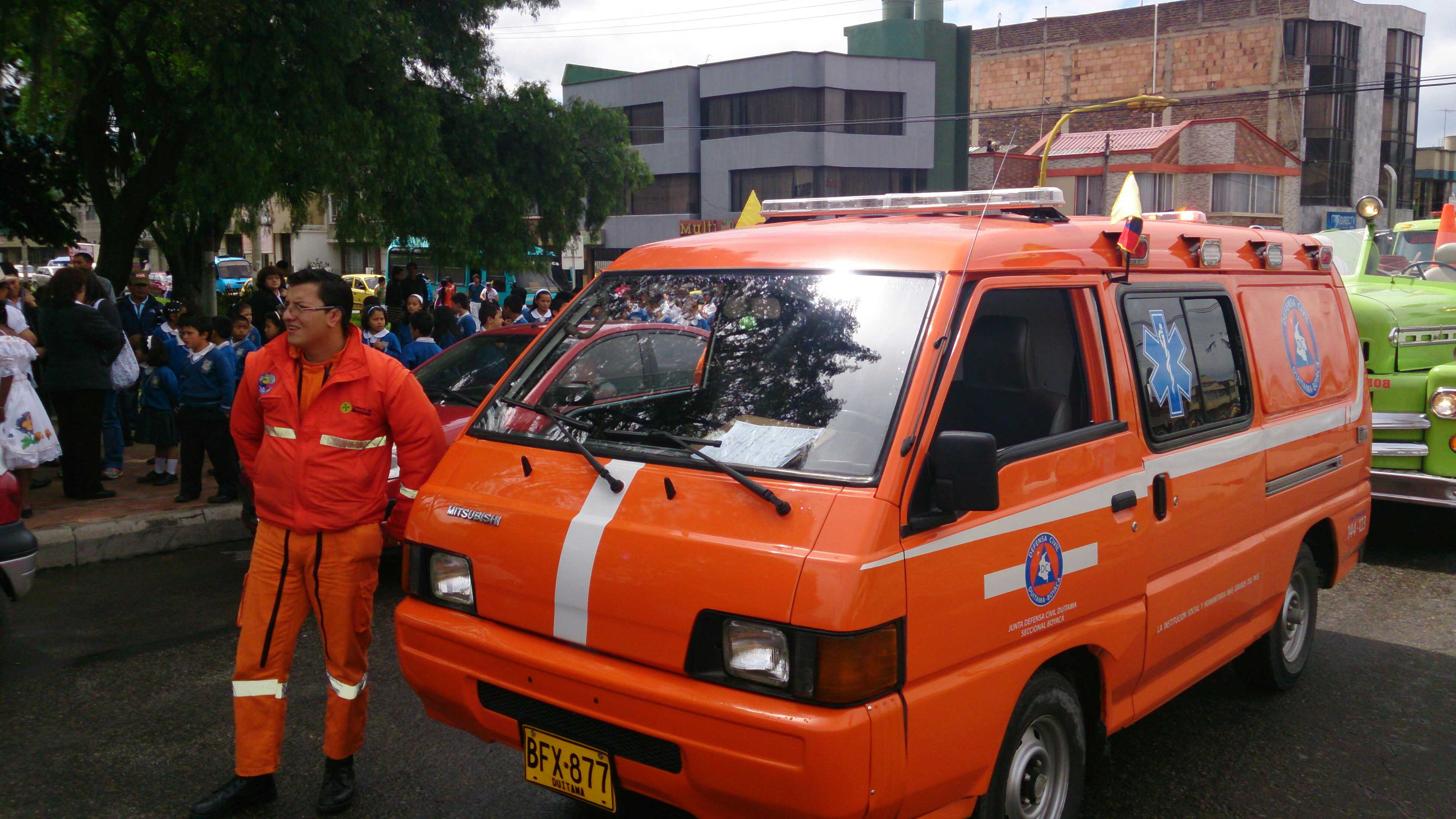
La unidad de rescate Mitsubishi en su etapa actual.

Para que la Defensa Civil Duitama, cumpla con su propósito como entidad humanitaria, se tienen en cuenta los siguientes factores.

### Conformación del Concejo Municipal para la Gestión del Riesgo de desastres de Duitama
La Defensa Civil Duitama es parte del Consejo Municipal para la Gestión del Riesgo de Desastres, que es un conjunto de entidades Públicas, Privadas y Comunitarias Integradas, con el objeto de dar Gestión a la Prevención de Riesgos de Desastres que se presenten ante la población en su entorno Físico por la eventual ocurrencia de Fenómenos Naturales o Antrópicos.
Integrantes:
1. El Alcalde Municipal o su delegado
2. El Secretario de Gobierno
3. El Secretario de Salud y entidades de salud
4. El Secretario de Planeación Municipal
5. El comandante de Policía Municipal o su delegado de la respectiva jurisdicción
6. El Inspector de Policía Municipal
7. El Director de la dependencia o entidad de gestión del riesgo o su delegado (Cruz Roja - Defensa Civil Duitama)
8. El comandante del Cuerpo de Bomberos Voluntarios del Municipio. 

### Recursos
Se tiene tradicionalmente, cada año bajo la aprobación del Alcalde Municipal de turno, un convenio interinstitucional celebrado entre la alcaldía de Duitama y la Junta Defensa Civil de Duitama, que tiene como objeto , donde en el año 2012 y 2013 ha sido aprobado un monto aproximado de $55'000.000.oo.
entre ellos se dividen los gastos:
Fortalecimiento operacional
- Mantenimiento y reparación de equipos mecánicos y de rescate
- Mantenimiento correctivo y/o preventivo de los vehículos, incluyendo lavado y compra de llantas (si es necesario).
- Compra y reposición de materiales y medicamentos de los botiquines, líquidos (solución salina, lactatos), equipos de venoclisis, material para apósitos, equipos de bio-seguridad, medicamentos y otros relacionados
- Compra de radios de comunicaciones, elementos de protección personal - equipos especiales de rescate (cascos, botas) y uniformes para los voluntarios
- Pago de combustible para el vehículo dispuesto para la atención de emergencias

Desarrollo y control de talento humano
- Capacitación al voluntariado, incluyendo viáticos por desplazamientos a los cursos escuela internacional DC y alimentación por la atención de emergencias

Fortalecimiento administrativo
- Pago por servicio de conducción por 11 meses, garantizando la disponibilidad del vehículo de emergencia las 24 horas de lunes a domingo
- Papelería
- Pago honorarios Contadora
- Pago de arriendo oficina
- Servicios Públicos oficina (teléfono, agua , energía)
- Parqueadero de vehículos
- Impuestos vehículo y SOAT
- Legalización convenio

### Talento humano
Está conformada por particulares que se inscriben voluntariamente en corporaciones de Defensa Civil, de acuerdo con el Código Civil Colombiano y las normas de la Dirección General, genéricamente se denominan Organismos Operativos pero de acuerdo a sus modalidades de acción, capacidades operativas y apoyo, autonomía administrativa y otras condiciones impuestas por la Dirección General, reciben el nombre de Grupos de Apoyo General, Juntas de Defensa Civil, Comités Urbanos y Comités Rurales.
Son denominados líderes voluntarios.

### Capacitación

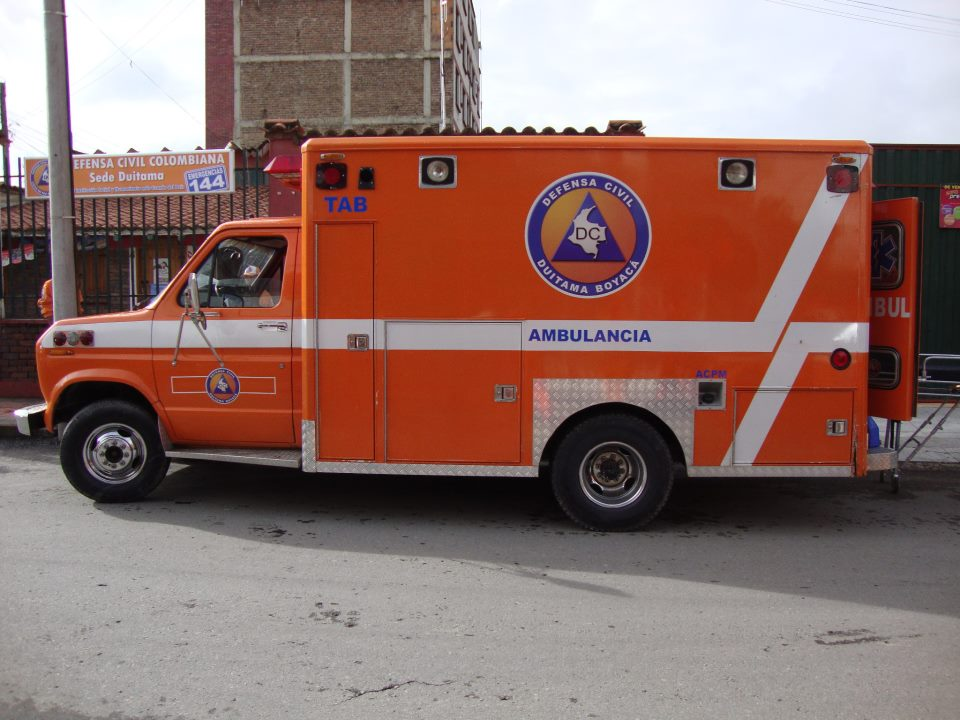
la Unidad de rescate norteamericana implementada hace varios años, actualmente inactiva

Existe la Escuela Internacional Carlos Lleras Restrepo, que es la escuela de la Defensa Civil Colombiana, donde participan los líderes voluntarios a través de cursos que se realizan semanalmente, algunos de ellos son:
Cursos avanzados
- Alta Montaña
- Atención Prehospitalaria (APH)
- Búsqueda Aérea y Rescate (BAYR)

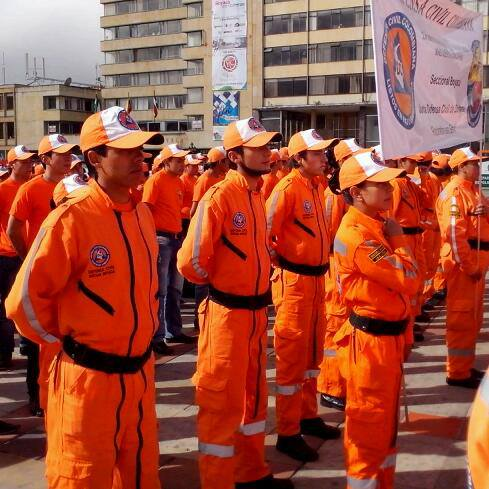
En formación.

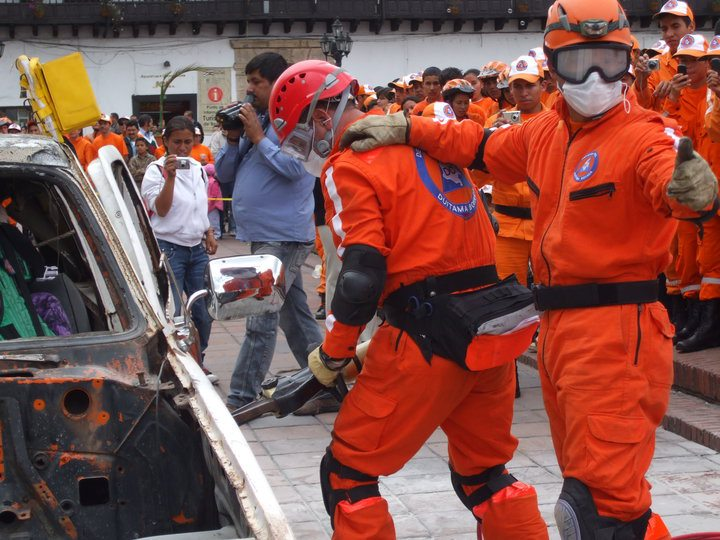
Demostración de rescate vehicular.

- Búsqueda y Rescate con perros (KSAR)
- Búsqueda y Rescate en Estructuras Colapsadas (USAR – BREC II)
- Búsqueda y Rescate en Selva
- Curso para dignatarios
- Evaluación de Daños y Análisis de Necesidades (EDAN) Taller
- Curso de Operaciones Básicas con Materiales Peligrosos (OPMAT)
- Primera Respuesta a Incidentes con Materiales Peligrosos (PRIMAP) Taller
- Seguridad Escolar (CUSE) Taller
- Capacitación para Instructores (CPI) Taller
- Primeros Auxilios Avanzados (PAA)
- Rescate Vertical (REVERT)

Cursos intermedios
- Curso de Comunicaciones
- Curso Evaluación de Daños y Análisis de Necesidades (EDAN)
- Curso Primera Respuesta a Incidentes con Materiales Peligrosos (PRIMAP)
- Curso Seguridad Escolar (CUSE)
- Curso Capacitación para Instructores (CPI)
- Curso de Brigadista Forestal
- Curso Búsqueda y Rescate en Estructuras Colapsadas (BREC I)
- Manejo y Control de Abejas
- Rescate Acuático (RECAC)
- Rescate en Zanjas y Trincheras
- Rescate Vehicular (REVEH)
- Curso Sistema Comando de Incidentes (SCI)
- Curso II de Equipos Comunitarios de Primera Respuesta a Emergencias (CECRE N-II)

Cursos básicos
- Curso Básico de Defensa Civil (Presencial)
- Bases Administrativas de la Gestión del Riesgo - BAGER
- Curso Soporte Básico de Vida (CSBV)
- Curso de Equipos Comunitarios de Primera Respuesta a Emergencias (CECRE N-I)
- Curso Brigadas de Emergencia[9]

### Parque automotor
En 1998 empezó a contar con un vehículo de transporte y con una camilla; gracias a ello se da inició a la atención de emergencias y rescate, por ende aumenta el personal, las capacitaciones y se realiza un convenio con la administración municipal.
Como tal, a través de los años han existido varios vehículos de marca Suzuki , Chevrolet y demás. En el momento se cuenta con una unidad de rescate, con una dotación óptima para la atención pre-hospitalaria]], se trata de una Mitsubishi L300 modelo 95, que fue comprada por la misma junta, además el mismo personal perteneciente fue el encargado de su transformación como unidad de rescate y oficializarlo como parte de la Defensa Civil Colombiana, y al servicio del municipio de Duitama. 
También cuentan con una unidad de rescate, marca Ford Econoline modelo 70. Actualmente se encuentra inhabilitada.